# Olympische Sommerspiele 1996/Kanu – Zweier-Canadier Slalom (Männer)
Die Wettkämpfe im Zweier-Canadier-Slalom bei den Olympischen Sommerspielen 1996 wurden am 27. Juli auf der Slalomstrecke im Ocoee Whitewater Center ausgetragen.
Olympiasieger wurde das französische Boot mit mehr als einer Sekunde Vorsprung auf Platz 2.

## Ergebnisse
Die 15 Boote hatten jeweils zwei Läufe, von denen der bessere in die Wertung einfloss. Bei gleichem Ergebnis wurde der jeweils zweite Lauf für die Platzierung herangezogen.
| Platz | Kanute                                     | Nation             | Lauf 1   | Lauf 1 | Lauf 1 | Lauf 2   | Lauf 2 | Lauf 2 | Gesamt |
| Platz | Kanute                                     | Nation             | Zeit     | Strafe | Total  | Zeit     | Strafe | Total  | Total  |
| ----- | ------------------------------------------ | ------------------ | -------- | ------ | ------ | -------- | ------ | ------ | ------ |
| 1     | Franck Adisson / Wilfrid Forgues           | Frankreich         | 185,82 s | 10     | 195,82 | 158,82 s | 0      | 158,82 | 158,82 |
| 2     | Jiří Rohan / Miroslav Šimek                | Tschechien         | 161,77 s | 70     | 231,77 | 160,16 s | 0      | 160,16 | 160,16 |
| 3     | Michael Senft / André Ehrenberg            | Deutschland        | 162,33 s | 5      | 167,33 | 158,72 s | 5      | 163,72 | 163,72 |
| 4     | Manfred Berro / Michael Trummer            | Deutschland        | 165,55 s | 15     | 180,55 | 163,72 s | 0      | 163,72 | 163,72 |
| 5     | Thierry Saidi / Emmanuel del Rey           | Frankreich         | 168,43 s | 5      | 173,43 | 160,47 s | 5      | 165,47 | 165,47 |
| 6     | Pavel Štercl / Petr Štercl                 | Tschechien         | 163,45 s | 5      | 168,45 | 179,53 s | 160    | 339,53 | 168,45 |
| 7     | Krzysztof Kołomański / Michał Staniszewski | Polen              | 163,78 s | 10     | 173,78 | 164,95 s | 5      | 169,95 | 169,95 |
| 8     | Benoît Gauthier / François Letourneau      | Kanada             | 164,83 s | 15     | 179,83 | 167,67 s | 5      | 172,67 | 172,67 |
| 9     | Peter Matti / Ueli Matti                   | Schweiz            | 181,31 s | 5      | 186,31 | 168,67 s | 5      | 173,67 | 173,67 |
| 10    | Ľuboš Šoška / Peter Šoška                  | Slowakei           | 179,90 s | 5      | 184,90 | 170,38 s | 5      | 175,38 | 175,38 |
| 11    | Horace Holden / Wayne Dickert              | Vereinigte Staaten | 174,69 s | 50     | 224,69 | 175,90 s | 5      | 180,90 | 180,90 |
| 12    | Craig Brown / Stewart Pitt                 | Großbritannien     | 179,81 s | 10     | 189,91 | 170,96 s | 10     | 180,96 | 180,96 |
| 13    | Roman Štrba / Roman Vajs                   | Slowakei           | 174,40 s | 20     | 194,40 | 175,67 s | 25     | 200,67 | 194,4  |
| 14    | Andrew Wilson / John Felton                | Australien         | 184,48 s | 70     | 254,48 | 184,06 s | 15     | 199,06 | 199,06 |
| 15    | Andrzej Wójs / Sławomir Mordarski          | Polen              | 201,51 s | 25     | 226,51 | 193,07 s | 20     | 213,07 | 213,07 |